# DSH
DSH was een Oostenrijks merk van motorfietsen.
De bedrijfsnaam was: DSH Trautmannsdorfer Fahrzeuggesellschaft, Wien, later Inzersdorf, in 1930: Franz Döller Motorradbau, Wien.
De letters DSH stonden voor Döller, Seidl en Hauler. Hauler ontwierp de eerste DSH-motoren die een typisch Britse bouw hadden. Er waren modellen van 172 en 246 cc met Villiers-motoren, later ook JAP-zij- en kopkleppers van 344 tot 746 cc en MAG-motoren van 347 en 497 cc.
Nadat coureur Rupert Karner, die inmiddels deelgenoot in het bedrijf was, in 1928 tijdens de TT van Hongarije verongelukte, stortte het bedrijf in, maar in 1930 begon Franz Döller op kleine schaal weer DSH-motorfietsen te maken. Dit duurde echter maar één jaar.